# Con rồng kinh tế
Con rồng kinh tế hay con hổ kinh tế là nền kinh tế của một quốc gia đang trải qua thời kỳ tăng trưởng kinh tế nhanh chóng, thường đi kèm với sự tăng lên của mức sống. Thuật ngữ này ban đầu được dùng cho Bốn con rồng châu Á (bao gồm Hàn Quốc, Đài Loan, Hồng Kông và Singapore) bởi vì loài rồng cũng như loài hổ đều có vị trí quan trọng trong chủ nghĩa tượng trưng của châu Á, ngoài ra, thuật ngữ này còn ám chỉ đến những con Hổ mới châu Á (bao gồm Indonesia, Thái Lan, Malaysia, Philippines và Việt Nam). Những con hổ châu Á này cũng truyền cảm hứng cho các nền kinh tế khác sau này như: Con hổ Tiểu Á - tức Thổ Nhĩ Kỳ vào thập niên 1980, Con hổ Vùng Vịnh - tức UAE vào thập niên 1990, Con hổ Celt - tức Cộng hòa Ireland trong quãng thời gian 1995-2000, Con hổ Baltic - tức các nước Baltic trong quãng 2000-2007 và Con hổ Tatra - tức Slovakia từ năm 2002-2007. Trong thập niên 1960, các nước Philippines, Sri Lanka và Myanmar được đánh giá là những con hổ kinh tế châu Á do cả ba quốc gia này có trải qua sự tăng trưởng cao độ. Tuy nhiên các vấn đề nội tại đã đưa nền kinh tế cả ba nước này đến bờ vực sụp đổ. Sự tăng trưởng kinh tế nhanh chóng của Israel trong thập niên 1990 và tiếp diễn trong các thập niên 2000-2010 tiếp sau một cuộc khủng hoảng kinh tế ngắn kỳ đã đem lại danh hiệu con hổ kinh tế cho quốc gia này và thuật ngữ "Con hổ Hebrew" hay "Con hổ Do Thái" đã được một tờ báo phong cho họ.

## Tương tự
Ở khu vực Mỹ Latinh, các nền kinh tế mới nổi và tăng trưởng nhanh được định hướng phát triển thương mại tự do và thị trường tự do, thì được gọi chung là Báo sư tử Thái Bình Dương (The Pacific Pumas), bao gồm México, Chile, Peru và Colombia.
Với các nền kinh tế mới nổi ở châu Phi thì thuật ngữ nền kinh tế sư tử được dùng với nghĩa tương tự. Các quốc gia được xem là "nền kinh tế sư tử" bao gồm Nigeria, Nam Phi, Maroc, Algérie, Botswana, Ghana, Ai Cập, Mauritius, Angola, Rwanda và Tunisia.
Thuật ngữ "nền kinh tế sói" thì được dùng để chỉ nền kinh tế tăng trưởng nhanh chóng của Mông Cổ.